# Angel of Darkness
Angel of Darkness (englisch für „Engel der Dunkelheit“) ist ein Lied des deutschen DJs und Musikproduzenten Alex Christensen aus dem Jahr 2003, in Zusammenarbeit mit der deutschen Sängerin Yasmin K.

## Entstehung und Veröffentlichung
Geschrieben und produziert wurde das Lied von Alex Christensen selbst. Beim Schreibprozess erhielt er Unterstützung durch Steffen Häfelinger und Peter Könnemann.
Die Erstveröffentlichung von Angel of Darkness erfolgte als Single am 14. Juli 2003 bei Epic Records. Das Lied wurde im Zusammenhang mit dem Videospiel Tomb Raider: The Angel of Darkness veröffentlicht und als Werbemusik verwendet. Die Single erschien zum einen als CD-Maxi-Single mit fünf verschiedenen Versionen des Liedes (Katalognummer: 674082 2) sowie als 2-Track-CD-Single, als Teil der „Pock-It!“-Reihe (Katalognummer: 674082 3). Darüber hinaus wurde auch eine Picture Disc veröffentlicht. Das Frontcover zeigt dabei Lara Croft zwischen Alex Christensen und Yasmin K. Die beiden Interpreten sind dabei als Videospielfiguren umgesetzt. Die unterschiedlichen Versionen unterscheiden sich dabei nur durch die Farbgebung.
Remixversionen
1. Angel of Darkness (Video Mix) – 3:35
2. Angel of Darkness (Extended Mix) – 5:13
3. Angel of Darkness (Club Mix) – 5:57
4. Angel of Darkness (Angel_one Remix) – 6:56
5. Angel of Darkness (Watergate Remix) – 6:44
6. Angel of Darkness (Video Mix) – 5:13

## Stil
Es ist dem Trance-Genre zuzuordnen.

## Musikvideo
Das dazugehörige Musikvideo entstand unter der Regie von Nikolaj Georgiew. Im Video werden Christensen und Knoch in die virtuelle Welt von Lara Croft entführt.

## Chartplatzierungen
| ChartsChartplatzierungen | Höchstplatzierung | Wochen |
| ------------------------ | ----------------- | ------ |
| Deutschland (GfK)        | 21 (9 Wo.)        | 9      |
| Österreich (Ö3)          | 39 (8 Wo.)        | 8      |